# Malchaz Kurdiani
Malchaz Kurdiani (gruz. მალხაზ ქურდიანი; ur. 8 lipca 1985) – gruziński zapaśnik walczący w stylu wolnym.
Zajął dziewiąte miejsce na mistrzostwach świata w 2009. Brązowy medalista mistrzostw Europy w 2009. Drugi w Pucharze Świata w 2011 i ósmy w 2013. Mistrz Europy juniorów w 2005 roku.